# Koromojo Dam
Koromojo Dam är en dammbyggnad i Kenya.   Den ligger i länet Kwale, i den södra delen av landet, 500 km sydost om huvudstaden Nairobi. Koromojo Dam ligger 24 meter över havet.
Terrängen runt Koromojo Dam är platt. Havet är nära Koromojo Dam åt sydost.  Närmaste större samhälle är Sawa Sawa, 4,2 km sydost om Koromojo Dam. 